# Észak-Korea a 2012. évi nyári olimpiai játékokon
Észak-Korea a nagy-britanniai Londonban megrendezett 2012. évi nyári olimpiai játékok egyik részt vevő nemzete volt. Az országot az olimpián 11 sportágban 56 sportoló képviselte, akik összesen 6 érmet szereztek.

## Érmesek
| Érem  | Versenyző      | Sportág    | Versenyszám              |
| ----- | -------------- | ---------- | ------------------------ |
| Arany | An Kume        | Cselgáncs  | Női harmatsúly           |
| Arany | Om Juncshol    | Súlyemelés | Férfi 56 kg              |
| Arany | Kim Unguk      | Súlyemelés | Férfi 62 kg              |
| Arany | Rim Dzsongsim  | Súlyemelés | Női 69 kg                |
| Bronz | Rjang Cshunhva | Súlyemelés | Női 48 kg                |
| Bronz | Rjang Gjongil  | Birkózás   | Férfi szabadfogás, 55 kg |

## Asztalitenisz
Férfi
| Versenyző                                 | Versenyszám | Selejtező                                   | 64-es főtábla                                              | 48-as főtábla                                          | 32-es főtábla                                           | Nyolcaddöntő                                                       | Negyeddöntő       | Elődöntő          | Döntő             | Helyezés |
| Versenyző                                 | Versenyszám | Ellenfél Eredmény                           | Ellenfél Eredmény                                          | Ellenfél Eredmény                                      | Ellenfél Eredmény                                       | Ellenfél Eredmény                                                  | Ellenfél Eredmény | Ellenfél Eredmény | Ellenfél Eredmény | Helyezés |
| ----------------------------------------- | ----------- | ------------------------------------------- | ---------------------------------------------------------- | ------------------------------------------------------ | ------------------------------------------------------- | ------------------------------------------------------------------ | ----------------- | ----------------- | ----------------- | -------- |
| Kim Hjokpong                              | Egyes       | erőnyerő                                    | erőnyerő                                                   | Szaumjadzsit Ghos (IND) · 9–11, 11–6, 11–5, 11–9, 11–7 | Csu Szehjok (KOR) · 11–5, 6–11, 8–11, 11–7, 11–8, 15–13 | Csiang Tien-ji (HKG) · 12–14, 11–6, 13–11, 11–9, 6–11, 7–11, 13–15 | kiesett           | kiesett           | kiesett           | 9.       |
| Kim Szongnam                              | Egyes       | Timothy Wang (USA) · 11–5, 11–4, 11–7, 11–4 | Luis Lin (DOM) · 9–11, 11–5, 8–11, 11–6, 11–3, 11–13, 9–11 | kiesett                                                | kiesett                                                 | kiesett                                                            | kiesett           | kiesett           | kiesett           | 49.      |
| Csang Szongman Kim Hyok-Bong Kim Song-Nam | Csapat      |                                             |                                                            |                                                        |                                                         | Dél-Korea (KOR) · Ju Szungmin · Csu Szehjok · O Szangun · 1–3      | kiesett           | kiesett           | kiesett           | 9.       |

Női
| Versenyző                          | Versenyszám | Selejtező         | 64-es főtábla     | 48-as főtábla                                          | 32-es főtábla                                           | Nyolcaddöntő                                                       | Negyeddöntő                                                        | Elődöntő          | Döntő             | Helyezés |
| Versenyző                          | Versenyszám | Ellenfél Eredmény | Ellenfél Eredmény | Ellenfél Eredmény                                      | Ellenfél Eredmény                                       | Ellenfél Eredmény                                                  | Ellenfél Eredmény                                                  | Ellenfél Eredmény | Ellenfél Eredmény | Helyezés |
| ---------------------------------- | ----------- | ----------------- | ----------------- | ------------------------------------------------------ | ------------------------------------------------------- | ------------------------------------------------------------------ | ------------------------------------------------------------------ | ----------------- | ----------------- | -------- |
| Kim Dzsong                         | Egyes       | erőnyerő          | erőnyerő          | Cornelia Molnar (CRO) · 11–9, 9–11, 11–6, 11–4, 11–8   | Jiang Huajun (HKG) · 5–11, 9–11, 11–7, 7–11, 11–5, 7–11 | kiesett                                                            | kiesett                                                            | kiesett           | kiesett           | 17.      |
| Ri Mjongszun                       | Egyes       | erőnyerő          | erőnyerő          | Xian Yifang (FRA) · 9–11, 6–11, 11–6, 9–11, 11–8, 6–11 | kiesett                                                 | kiesett                                                            | kiesett                                                            | kiesett           | kiesett           | 33.      |
| Kim Dzsong Ri Migjong Ri Mjongszun | Csapat      |                   |                   |                                                        |                                                         | Nagy-Britannia (GBR) · Joanna Parker · Na Liu · Kelly Sibley · 3–0 | Szingapúr (SIN) · Feng Tien-vej · Li Csia-vej · Vang Csüe-ku · 0–3 | kiesett           | kiesett           | 5.       |

## Atlétika
Férfi
| Versenyző      | Versenyszám | Eredmény | Helyezés |
| -------------- | ----------- | -------- | -------- |
| Pak Szongcshol | Maraton     | 2:20:20  | 52.      |
| Kim Gvanghjok  | Maraton     | 2:20:20  | 53.      |

Női
| Versenyző    | Versenyszám | Eredmény | Helyezés |
| ------------ | ----------- | -------- | -------- |
| Kim Gumok    | Maraton     | 2:33:30  | 49.      |
| Cson Gjonghi | Maraton     | 2:35:17  | 56.      |
| Kim Migjong  | Maraton     | 2:38:33  | 74.      |

## Birkózás

### Férfi
Kötöttfogású
| Versenyző    | Versenyszám | Selejtező         | Nyolcaddöntő                   | Negyeddöntő       | Elődöntő          | Vigaszág első kör | Vigaszág elődöntő | Bronz- mérkőzés   | Döntő             | Helyezés |
| Versenyző    | Versenyszám | Ellenfél Eredmény | Ellenfél Eredmény              | Ellenfél Eredmény | Ellenfél Eredmény | Ellenfél Eredmény | Ellenfél Eredmény | Ellenfél Eredmény | Ellenfél Eredmény | Helyezés |
| ------------ | ----------- | ----------------- | ------------------------------ | ----------------- | ----------------- | ----------------- | ----------------- | ----------------- | ----------------- | -------- |
| Yun Won-Chol | 55 kg       | erőnyerő          | Cshö Kjudzsin (KOR) · 0–1, 0–2 | kiesett           | kiesett           |                   |                   |                   |                   | 15.      |

Szabadfogású
| Versenyző     | Versenyszám | Selejtező         | Nyolcaddöntő                           | Negyeddöntő                            | Elődöntő                        | Vigaszág első kör | Vigaszág elődöntő                  | Bronz- mérkőzés                     | Döntő             | Helyezés |
| Versenyző     | Versenyszám | Ellenfél Eredmény | Ellenfél Eredmény                      | Ellenfél Eredmény                      | Ellenfél Eredmény               | Ellenfél Eredmény | Ellenfél Eredmény                  | Ellenfél Eredmény                   | Ellenfél Eredmény | Helyezés |
| ------------- | ----------- | ----------------- | -------------------------------------- | -------------------------------------- | ------------------------------- | ----------------- | ---------------------------------- | ----------------------------------- | ----------------- | -------- |
| Jang Kjongil  | 55 kg       | erőnyerő          | Dilshod Mansurov (UZB) · 0–1, 1–1, 2–0 | Dzsamal Otarszultanov (RUS) · 1–3, 1–3 |                                 |                   | Naatele Shilimela (NAM) · 7–2, 6–0 | Daulet Nyijazbekov (KAZ) · 2–2, 6–0 |                   |          |
| Ri Jong-Myong | 60 kg       | erőnyerő          | Farzad Tarash (AUS) · 3–0, 5–0         | Hassan Madany (EGY) · 1–0, 1–2, 4–0    | Beszik Kuduhov (RUS) · 0–2, 0–3 |                   |                                    | Jogesvar Datt (IND) · 1–0, 0–1, 0–6 |                   | 5.       |

### Női
Szabadfogású
| Versenyző     | Versenyszám | Selejtező         | Nyolcaddöntő                             | Negyeddöntő       | Elődöntő          | Vigaszág első kör | Vigaszág elődöntő                | Bronz- mérkőzés   | Döntő             | Helyezés |
| Versenyző     | Versenyszám | Ellenfél Eredmény | Ellenfél Eredmény                        | Ellenfél Eredmény | Ellenfél Eredmény | Ellenfél Eredmény | Ellenfél Eredmény                | Ellenfél Eredmény | Ellenfél Eredmény | Helyezés |
| ------------- | ----------- | ----------------- | ---------------------------------------- | ----------------- | ----------------- | ----------------- | -------------------------------- | ----------------- | ----------------- | -------- |
| Han Kum-Ok    | 55 kg       | erőnyerő          | Jackeline Rentería (COL) · 6–3, 2–2, 2–4 | kiesett           | kiesett           |                   |                                  |                   |                   | 10.      |
| Choe Un-Gyong | 63 kg       | erőnyerő          | Jing Ruixue (CHN) · 2–7, 0–1             |                   |                   |                   | Monika Michalik (POL) · 0–1, 1–4 | kiesett           | kiesett           | 12.      |

## Cselgáncs
Női
| Versenyző | Versenyszám | Selejtező                        | Nyolcaddöntő                           | Negyeddöntő                           | Elődöntő                                        | Vigaszág elődöntő | Bronz- mérkőzés   | Döntő                              | Helyezés |
| Versenyző | Versenyszám | Ellenfél Eredmény                | Ellenfél Eredmény                      | Ellenfél Eredmény                     | Ellenfél Eredmény                               | Ellenfél Eredmény | Ellenfél Eredmény | Ellenfél Eredmény                  | Helyezés |
| --------- | ----------- | -------------------------------- | -------------------------------------- | ------------------------------------- | ----------------------------------------------- | ----------------- | ----------------- | ---------------------------------- | -------- |
| An Kume   | Harmatsúly  | Sophie Cox (GBR) · 001(0)–000(0) | Nakamura Miszato (JPN) · 010(2)–002(0) | Priscilla Gneto (FRA) · 010(2)–001(3) | Rosalba Forciniti (ITA) · 000(1)–000(1) (bírói) |                   |                   | Yanet Bermoy (CUB) · 001(0)–000(0) |          |

## Íjászat
Női
| Versenyző   | Versenyszám | Selejtező | Selejtező | 64-es főtábla                     | 32-es főtábla     | Nyolcaddöntő      | Negyeddöntő       | Elődöntő          | Döntő             | Helyezés |
| Versenyző   | Versenyszám | Pont      | Kiemelt   | Ellenfél Eredmény                 | Ellenfél Eredmény | Ellenfél Eredmény | Ellenfél Eredmény | Ellenfél Eredmény | Ellenfél Eredmény | Helyezés |
| ----------- | ----------- | --------- | --------- | --------------------------------- | ----------------- | ----------------- | ----------------- | ----------------- | ----------------- | -------- |
| Kvon Unszil | Egyéni      | 638       | 41.       | Natalia Valeeva (ITA) (24.) · 3–7 | kiesett           | kiesett           | kiesett           | kiesett           | kiesett           | 33.      |

## Labdarúgás

### Női
| Észak-koreai női labdarúgócsapat-játékoskeret                                                                                       | Észak-koreai női labdarúgócsapat-játékoskeret                                                                                   |
| --- | --- |
| - O Chang-Ran - Ro Chol-Ok - Kim Chung-Sim - O Hui-Sun - Yun Hyon-Hui - Choe Mi-Gyong - Kim Myong-Gum - Jon Myong-Hwa - Kim Nam-Hui | - Pong Son-Hwa - Kim Szonghü - Yun Song-Mi - Kim Su-Gyong - Kim Un-Hyang - Choe Un-Ju - Ri Ye-Gyong - Choe Yong-Sim - Jo Yun-Mi |

#### Eredmények
Csoportkör
G csoport
| Csapat                 | M | Gy | D | V | Rg | Kg | Gk | P |
| ---------------------- | - | -- | - | - | -- | -- | -- | - |
| Egyesült Államok (USA) | 3 | 3  | 0 | 0 | 8  | 2  | +6 | 9 |
| Franciaország (FRA)    | 3 | 2  | 0 | 1 | 8  | 4  | +4 | 6 |
| Észak-Korea (PRK)      | 3 | 1  | 0 | 2 | 2  | 6  | −4 | 3 |
| Kolumbia (COL)         | 3 | 0  | 0 | 3 | 0  | 6  | −6 | 0 |

| 2012. július 25. 19:45 (20:45) * |

| Kolumbia (COL) | 0–2               | Észak-Korea (PRK)   |
| -------------- | ----------------- | ------------------- |
|                | (0–1) Jegyzőkönyv | Kim Szonghü 39' 85' |

| Hampden Park, Glasgow Nézőszám: 14 119 Játékvezető: Carol Anne Chenard (kanadai) |

| 2012. július 28. 19:45 (20:45) |

| Franciaország (FRA)                                    | 5–0               | Észak-Korea (PRK) |
| ------------------------------------------------------ | ----------------- | ----------------- |
| Georges 45' Thomis 70' Delie 71' Renard 81' Catala 87' | (1–0) Jegyzőkönyv |                   |

| Hampden Park, Glasgow Nézőszám: 11 743 Játékvezető: Thérèse Neguel (kameruni) |

| 2012. július 31. 17:15 (18:15) |

| Egyesült Államok (USA) | 1–0               | Észak-Korea (PRK)      |
| ---------------------- | ----------------- | ---------------------- |
| Wambach 25'            | (1–0) Jegyzőkönyv | Choe Mi-Gyong 76′, 81′ |

| Old Trafford, Manchester Nézőszám: 29 522 Játékvezető: Jenny Palmqvist (svéd) |

| Csapat            | Helyezés |
| ----------------- | -------- |
| Észak-Korea (PRK) | 9.       |

## Műugrás
Férfi
| Versenyző  | Versenyszám        | Selejtező | Selejtező | Elődöntő | Elődöntő | Döntő   | Döntő    |
| Versenyző  | Versenyszám        | Pont      | Helyezés  | Pont     | Helyezés | Pont    | Helyezés |
| ---------- | ------------------ | --------- | --------- | -------- | -------- | ------- | -------- |
| Ri Hyun-Ju | Egyéni toronyugrás | 331,30    | 32.       | kiesett  | kiesett  | kiesett | kiesett  |

Női
| Versenyző    | Versenyszám        | Selejtező | Selejtező | Elődöntő | Elődöntő | Döntő   | Döntő    |
| Versenyző    | Versenyszám        | Pont      | Helyezés  | Pont     | Helyezés | Pont    | Helyezés |
| ------------ | ------------------ | --------- | --------- | -------- | -------- | ------- | -------- |
| Kim Jin-Ok   | Egyéni toronyugrás | 320,10    | 15.       | 312,95   | 14.      | kiesett | kiesett  |
| Kim Un-Hyang | Egyéni toronyugrás | 308,10    | 18.       | 314,40   | 13.      | kiesett | kiesett  |

## Ökölvívás
Férfi
| Versenyző     | Versenyszám | Selejtező                     | Nyolcaddöntő      | Negyeddöntő       | Elődöntő          | Döntő             | Helyezés |
| Versenyző     | Versenyszám | Ellenfél Eredmény             | Ellenfél Eredmény | Ellenfél Eredmény | Ellenfél Eredmény | Ellenfél Eredmény | Helyezés |
| ------------- | ----------- | ----------------------------- | ----------------- | ----------------- | ----------------- | ----------------- | -------- |
| Pak Jong-Chol | Légsúly     | Julião Henriques (BRA) · 8–12 | kiesett           | kiesett           | kiesett           | kiesett           | 17.      |

Női
| Versenyző    | Versenyszám | Selejtező                      | Negyeddöntő       | Elődöntő          | Döntő             | Helyezés |
| Versenyző    | Versenyszám | Ellenfél Eredmény              | Ellenfél Eredmény | Ellenfél Eredmény | Ellenfél Eredmény | Helyezés |
| ------------ | ----------- | ------------------------------ | ----------------- | ----------------- | ----------------- | -------- |
| Kim Hye-Song | Légsúly     | Jelena Szaveljeva (RUS) · 9–12 | kiesett           | kiesett           | kiesett           | 9.       |

## Sportlövészet
Női
| Versenyző    | Versenyszám   | Selejtező | Selejtező | Döntő   | Döntő    |
| Versenyző    | Versenyszám   | Pont      | Helyezés  | Pont    | Helyezés |
| ------------ | ------------- | --------- | --------- | ------- | -------- |
| Cso Jongszuk | Légpisztoly   | 384       | 10.       | kiesett | kiesett  |
| Cso Jongszuk | Sportpisztoly | 583       | 7.**      | 782,3   | 7.       |

** - két másik versenyzővel azonos eredményt ért el

## Súlyemelés
Férfi
| Versenyző     | Versenyszám | Szakítás | Szakítás | Lökés    | Lökés    | Összesen | Helyezés |
| Versenyző     | Versenyszám | Eredmény | Helyezés | Eredmény | Helyezés | Összesen | Helyezés |
| ------------- | ----------- | -------- | -------- | -------- | -------- | -------- | -------- |
| Om Juncshol   | 56 kg       | 125      | 6.       | 168      | 1.       | 293      |          |
| Szin Csholpom | 56 kg       | 113      | 14.      | 145      | 11.      | 258      | 10.      |
| Kim Unguk     | 62 kg       | 153      | 1.       | 174      | 2.       | 327      |          |
| Kim Kumszok   | 69 kg       | 140      | 14.      | 175      | 9.       | 315      | 11.      |
| Kim Mjonghjok | 69 kg       | 145      | 9.       | 184      | 3.       | 329      | 4.       |

Női
| Versenyző      | Versenyszám | Szakítás | Szakítás | Lökés    | Lökés    | Összesen | Helyezés |
| Versenyző      | Versenyszám | Eredmény | Helyezés | Eredmény | Helyezés | Összesen | Helyezés |
| -------------- | ----------- | -------- | -------- | -------- | -------- | -------- | -------- |
| Rjang Cshunhva | 48 kg       | 80       | 5.       | 112      | 2.       | 192      |          |
| Csong Cshunmi  | 58 kg       | 101      | 7.       | 130      | 4.       | 231      | 6.       |
| Rim Dzsongsim  | 69 kg       | 115      | 1.       | 146      | 1.       | 261      |          |

## Szinkronúszás
| Versenyző                  | Versenyszám | Technikai gyakorlat | Technikai gyakorlat | Selejtező        | Selejtező        | Selejtező  | Selejtező  | Döntő            | Döntő            | Döntő      | Döntő      | Helyezés |
| Versenyző                  | Versenyszám | Technikai gyakorlat | Technikai gyakorlat | Szabad gyakorlat | Szabad gyakorlat | Összesítés | Összesítés | Szabad gyakorlat | Szabad gyakorlat | Összesítés | Összesítés | Helyezés |
| Versenyző                  | Versenyszám | Pont                | Hely.               | Pont             | Hely.            | Pont       | Hely.      | Pont             | Hely.            | Pont       | Hely.      | Helyezés |
| -------------------------- | ----------- | ------------------- | ------------------- | ---------------- | ---------------- | ---------- | ---------- | ---------------- | ---------------- | ---------- | ---------- | -------- |
| Jang Hyang-Mi Jong Yon-Hui | Páros       | 84,400              | 16.                 | 84,830           | 16.              | 169,230    | 16.        | kiesett          | kiesett          | kiesett    | kiesett    | 16.      |